# ييلاق مرشون (حومة أبهر)
ییلاق مرشون (بالفارسية: ییلاق مرشون) هي قرية تقع في إيران في منطقة مركزية ريفية. يقدر عدد سكانها بـ 297 نسمة بحسب إحصاء 2016.